# Makinohara
Esta página contém alguns caracteres especiais e é possível que a impressão não corresponda ao artigo original.

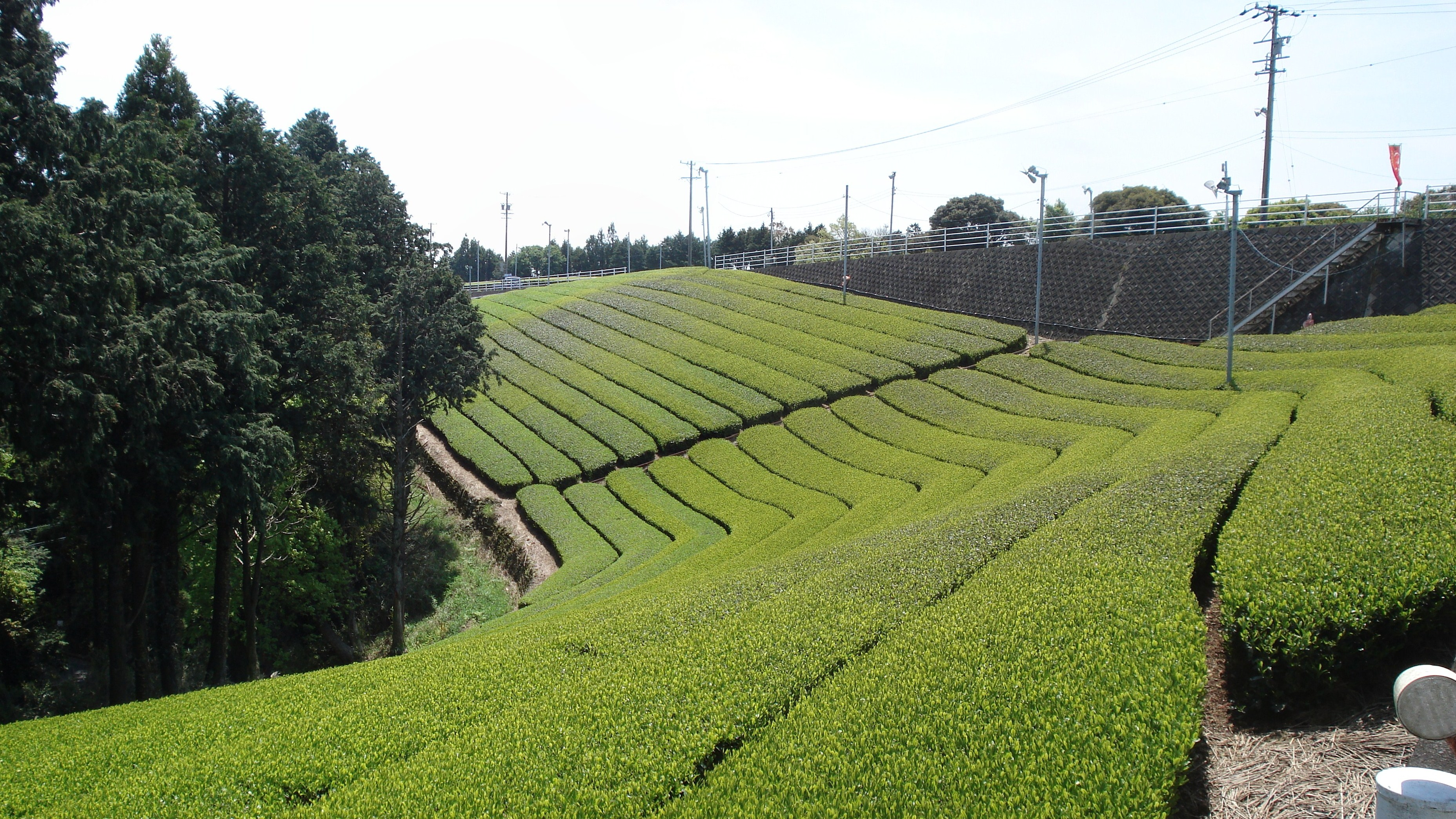
Plantação de chá em Makinohara

Makinohara (牧之原市, Makinohara-shi) é uma cidade de Shizuoka, Japão. A Cidade foi fundada em 11 de Outubro 2005. A cidade tem um população de 51.043 habitantes e uma superfície de 111.41 km² (2005).

## Coordenadas
- Latitude:  34°49′N
- Longitude: 138° 13′O

Conhecida por haver várias plantações de chá verde tornando-se até um ponto turístico, principalmente na região de Sagara-cho, onde as plantações de chá-verde predominam nas montanhas beira-mar.